# Lerik
Lerik ( azeri: Lerik) é um dos cinqüenta e nove rayones nos que subdivide politicamente a República do Azerbaijão. A cidade capital é a cidade de Lerik.

## Território e População
Este rayon é possuidor una superfície de 1.084 quilômetros quadrados, os quais são o lugar de uma população composta por umas 72.100 pessoas. Por onde, a densidade populacional se eleva a cifra dos 66,5 habitantes por cada quilômetro quadrado de este rayon.

## Economia
A região está dominada pela agricultura. É produtora principalmente de chá, trigo, tabaco, batatas e verduras.

## Transporte
O rayon está localizado no passo da rodovia A323 que se conecta com Lankaran. Há uma conexão de ônibus a Lankaran e Baku.

## Galeria

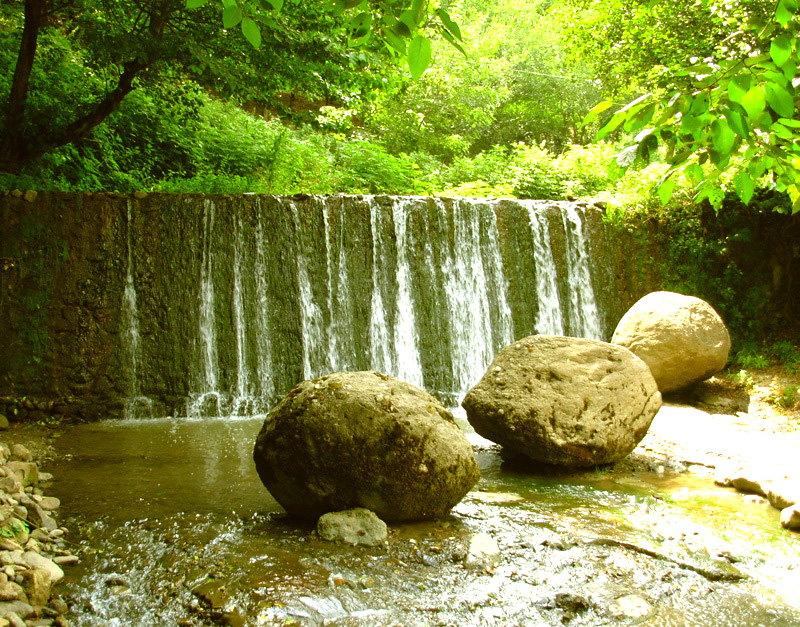
Lerik, Azerbaijão
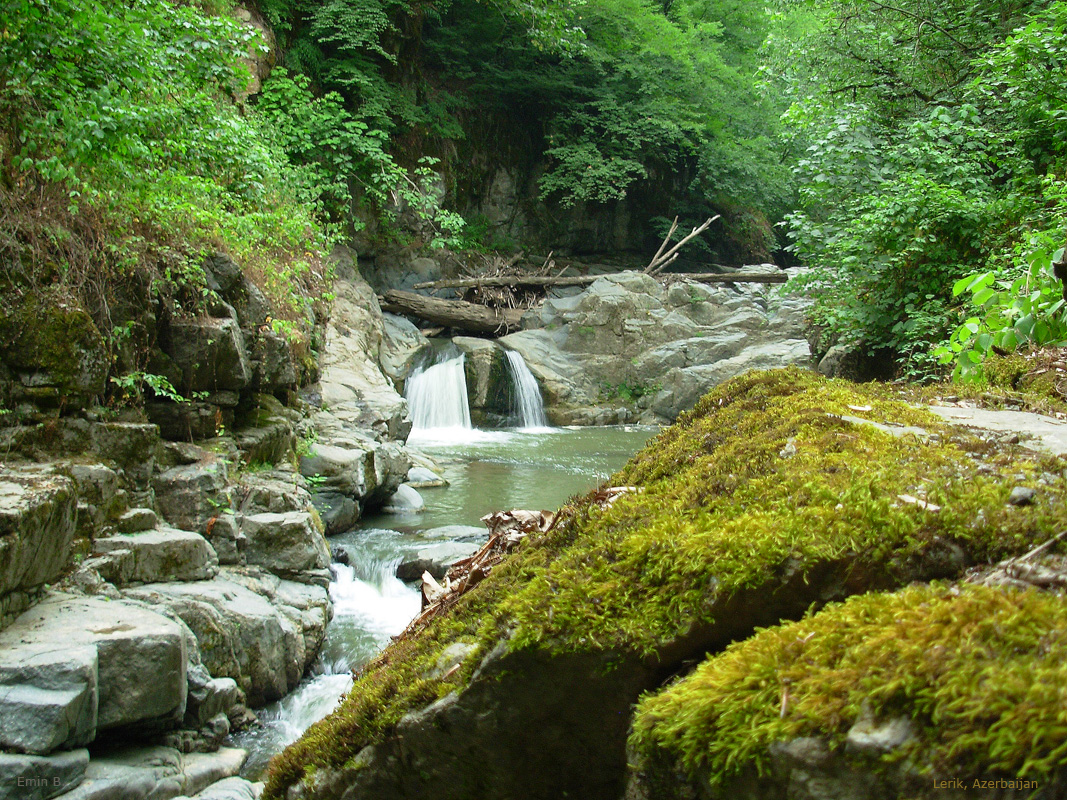
Lerik, Azerbaijão
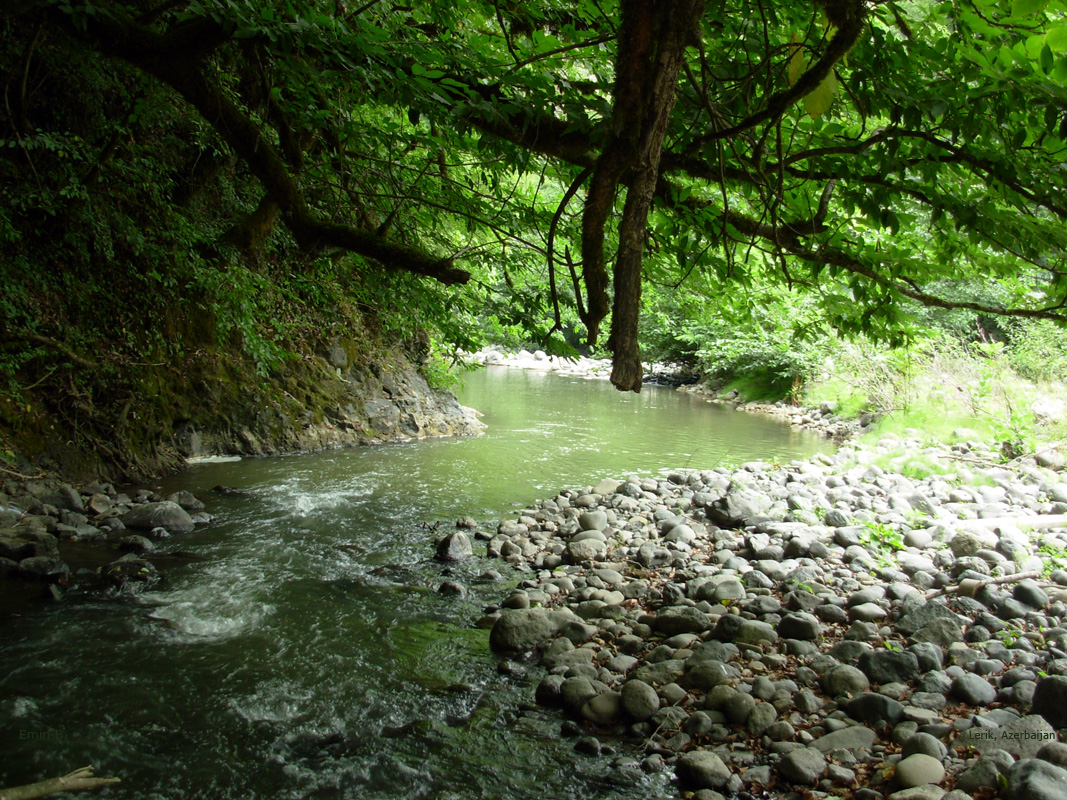
Lerik, Azerbaijão